# John Tong Hon
John Tong Hon (Hong Kong, 31 de julio de 1939) es un cardenal chino, obispo emérito de Hong Kong.

## Biografía
Ordenado sacerdote el 6 de enero de 1966, recibió la consagración episcopal el 9 de diciembre de 1996. Fue obispo auxiliar de Hong Kong desde el 13 de septiembre de 1996 y titular de Bossa. Fue nombrado obispo coadjutor de Hong Kong el 30 de enero de 2008.
El 15 de abril de 2009 sucedió al cardenal Joseph Zen Ze-kiun como nuevo obispo de Hong Kong.
Fue creado cardenal por el papa Benedicto XVI en el Consistorio del 18 de febrero de 2012.
John Tong Hon es el séptimo cardenal chino en la historia de la Iglesia, el tercer obispo de Hong Kong en recibir la púrpura. Por primera vez, tres chinos forman parte del Colegio Cardenalicio, además de él, están el cardenal salesiano Joseph Zen Ze-Kiun, su predecesor, y el jesuita Paul Shan Kuo-hsi, obispo emérito de Kaohsiung (Taiwán).
Tong Hon fue el primer cardenal chino en participar en un Cónclave, en el año 2013, para elegir el sucesor de Benedicto XVI, el papa Francisco.